# Бальдвіновиці (Нижньосілезьке воєводство)
Бальдвіновиці (пол. Baldwinowice, нім. Belmsdorf) — село в Польщі, у гміні Цепловоди Зомбковицького повіту Нижньосілезького воєводства.
Населення — 87 осіб (2011).
У 1975-1998 роках село належало до Валбжиського воєводства.

## Демографія
Демографічна структура станом на 31 березня 2011 року:
|          | Загалом | Допрацездатний вік | Працездатний вік | Постпрацездатний вік |
| -------- | ------- | ------------------ | ---------------- | -------------------- |
| Чоловіки | 48      | 12                 | 33               | 3                    |
| Жінки    | 39      | 4                  | 28               | 7                    |
| Разом    | 87      | 16                 | 61               | 10                   |